# Matty Verkamman
Matty Verkamman (Tholen, 6 mei 1951) is een Nederlands journalist, schrijver en Oranje-documentalist.

## Carrière
Verkamman begon zijn journalistieke carrière in 1969 bij dagblad De Rotterdammer, waarna hij overstapte naar Trouw. Tussen 1974 en 1998 versloeg hij voor deze krant alle wedstrijden van het Nederlands elftal en was hij aanwezig bij dertien Europese en wereldkampioenschappen voetbal en een aantal Europacup I-finales. In 2001 vertrok de Tholenaar bij Trouw en zette zijn eigen uitgeverij op, De Buitenspelers genaamd. Wel is hij nog voor het dagblad actief als columnist. In die hoedanigheid schreef hij onder meer een geruchtmakende column over Pim Fortuyn:
...Ik voel aan de pommerans, zie dat biljartbalhoofd van Fortuyn en bedenk dat ik met een lekkere trekstoot de haatkwab in zijn hersenen voorgoed onschadelijk zou willen maken. Dan ineens weet ik het. Ik zeg: ik zou gaan schelden, bij voorkeur op de toon van Henk Spaan. Jij vuile, kale nepprofessor, jij hebt de intelligentie van Adolf Hitler en de charme van Heinrich Himmler! Jij leeft van haat en daarom hoop ik dat je in die dark room van je zo gauw mogelijk aids krijgt.
Zou je dat werkelijk zeggen?, vraagt mijn vrouw. Misschien toch ook niet, zeg ik, het was meer een opwelling.
Na de moord op Pim Fortuyn hebben Gerard Spong en Oscar Hammerstein nog een poging gedaan om Verkamman aan te klagen wegens het demoniseren van Fortuyn. Het Gerechtshof 's-Gravenhage verklaarde de klagers niet ontvankelijk.
Verkamman is de auteur van een aantal standaardwerken over de geschiedenis van het Nederlands elftal, waaronder Het Nederlands elftal 1905-1989 en de serie Oranje toen en nu. Daarnaast schrijft hij "historisch-nostalgisch getinte verhalen" over voetbal voor onder meer Voetbal International, Nummer 14 en Hard gras.
De Zeeuw is een van de initiatiefnemers van het nationale voetbalmuseum Voetbal Experience, dat in 2009 als onderdeel van themapark ZEP in Middelburg zijn deuren opende. De andere bedenkers waren medesportjournalisten Johan Derksen, Hugo Borst en Jaap de Groot.